# Chùa

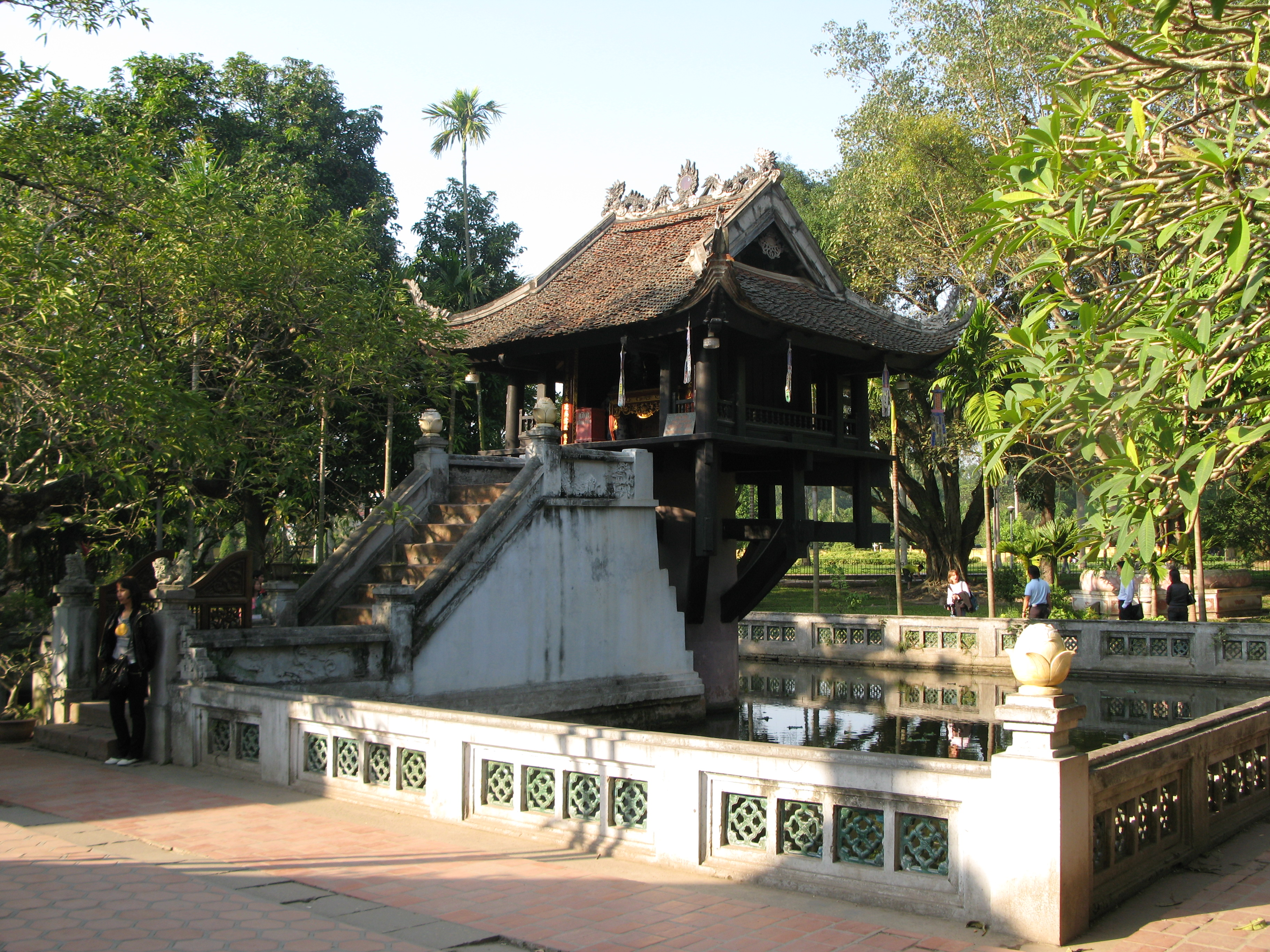
Chùa Một Cột tại Hà Nội

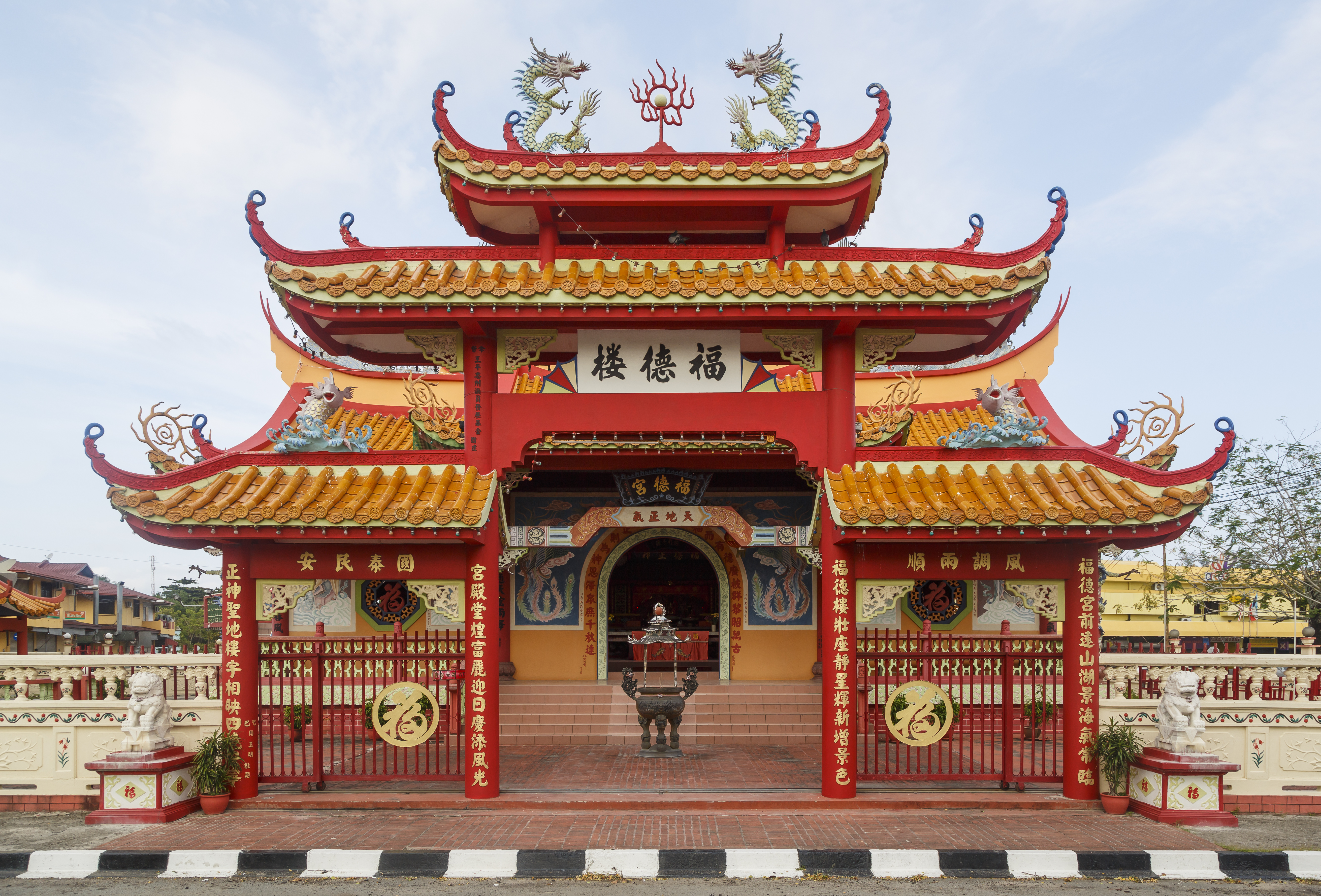
Một ngôi chùa Trung Quốc

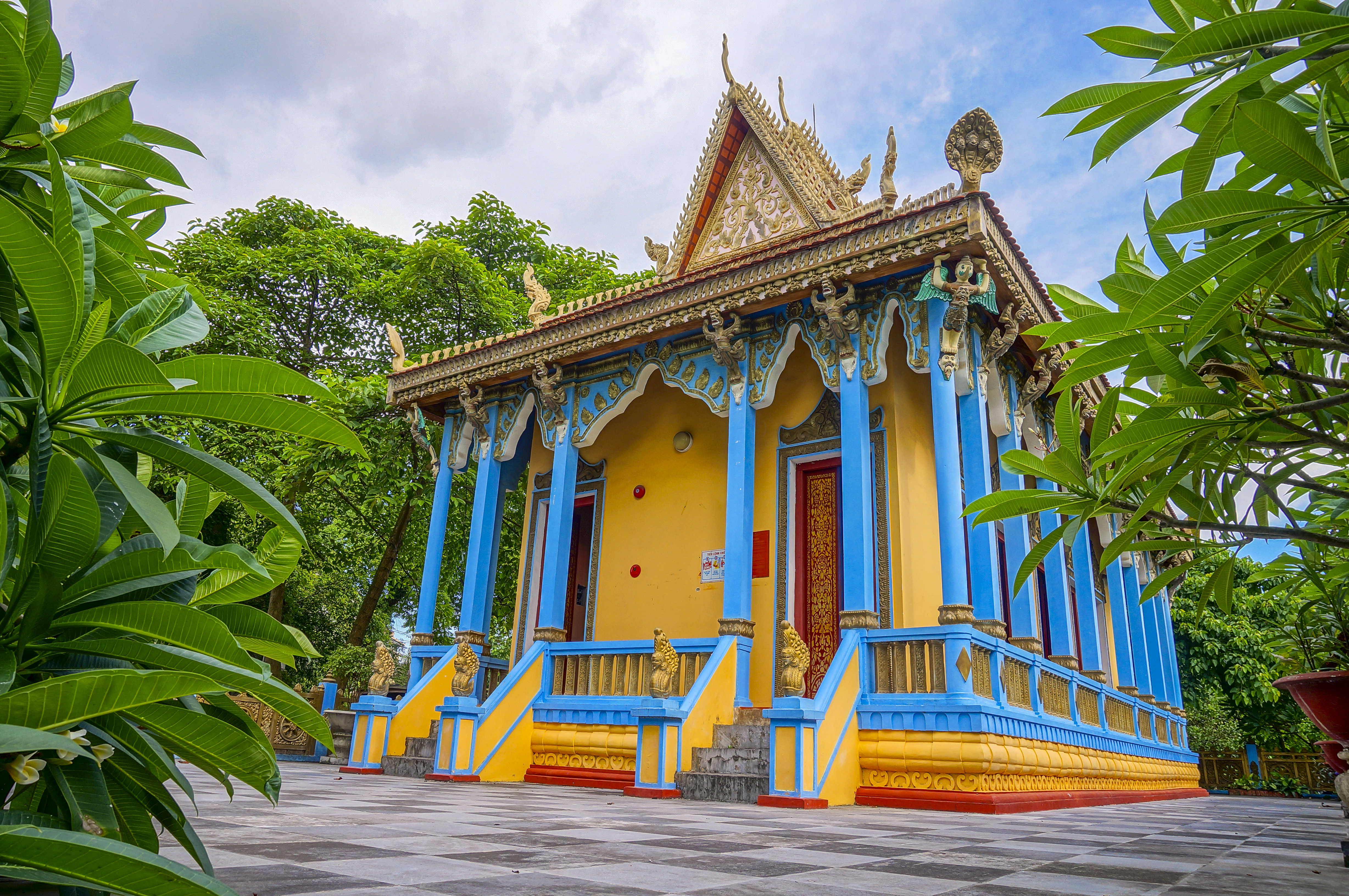
Chùa của người Khmer

Chùa hay tự viện là một công trình kiến trúc phục vụ mục đích tín ngưỡng. Chùa được xây dựng phổ biến ở các nước Nam Á, Đông Á và Đông Nam Á, và nó thường là nơi thờ Phật. Tại nhiều nơi, chùa có nhiều điểm giống với chùa tháp của Ấn Độ, vốn là nơi cất giữ Xá-lị và chôn cất các vị đại sư, thường có nhiều tháp bao xung quanh. Chùa là nơi tiêu biểu cho Chân như, được nhân cách hóa bằng hình tượng một đức Phật được thờ ngay giữa chùa. Nhiều chùa được thiết kế như một Man-đa-la, gồm một trục ở giữa với các vị Phật ở bốn phương. Cũng có nhiều chùa có nhiều tầng, đại diện cho Ba thế giới (tam giới), các cấp bậc tiêu biểu cho Thập địa của Bồ Tát. Có nhiều chùa được xây tám mặt đại diện cho Pháp luân hoặc Bát chính đạo.
Chùa còn là nơi tập trung của các sư, tăng, (hay ni nếu là chùa nữ) sinh hoạt, tu hành, và thuyết giảng đạo Phật. Tại nơi này, mọi người kể cả tín đồ hay người không theo đạo đều có thể đến thăm viếng, nghe giảng kinh hay thực hành các nghi lễ tôn giáo. "Chùa chiền" theo Hán-Việt còn có nghĩa là "tự viện", là một nơi an trí tượng Phật và là chỗ cứ trú tu hành của các tăng ni. Ngày nay trong thực tế chùa được gọi bằng cả từ Hán-Việt phổ thông như "Tự", "Quán", "Am".

## Tháp chùa
Trong kiến trúc Phật giáo ở phương Đông, một đặc trưng của chùa chiền, thánh tích đạo Phật là tháp (塔) hay còn có các tên như Tháp-bà, Cao hiển xứ, Miếu, Linh miếu, Bảo tháp.
Từ xưa, tháp trước hết là nơi chứa đựng xá lị các vị Phật hoặc các bậc Thánh. Tháp cũng được xây dựng tại các thánh tích quan trọng, kỉ niệm cuộc đời của đức Thích Ca Mâu Ni (Lâm-tì-ni, Giác Thành, Câu-thi-na, Vương xá). Dưới thời vua A-dục, thế kỷ thứ 3, nhiều tháp được xây để thờ các vị thánh, ngày nay vẫn còn.
Một số tháp không nhất thiết là những nơi chứa đựng Xá-lị. Chúng chứa đựng kinh điển, tranh tượng. Một trong những tháp lớn nhất còn tới ngày nay là Bô-rô-bu-đua tại Indonesia. Tháp cũng là một trong những đối tượng thiền quán, thường thường có nhiều ý nghĩa tượng trưng. Các bậc thang lên tháp đôi lúc biểu hiện cho các khái niệm Đại thừa, như bốn bậc là từ, bi, hỉ, xả hay mười bậc là Thập địa. Tại Kiến-chí, Ấn Độ, người ta tìm thấy những tháp xưa nhất. Đó là những kiến trúc hình bán cầu xây trên nền hình tròn. Trên bán cầu thường có những kiến trúc bằng đá. Trong tháp thường có những hộp đựng xá-lị, các hộp đó cũng có hình tháp, làm bằng vật liệu quý, đặt ngay tại giữa bán cầu hoặc trên đỉnh. Từ các tháp tại Kiến-chí, người ta xây các kiến trúc tương tự, kể từ đầu Công nguyên. Ngay cả kiến trúc các chùa tại Trung Quốc, Nhật Bản và Việt Nam cũng có nguồn gốc từ các tháp này.
Một loại kiến trúc tháp khác, xuất phát từ Càn-đà-la (Tây bắc Ấn Độ), trong đó nền hình tròn bằng phẳng nói trên được thay thế bằng một nền hình ống, chia thành nhiều đoạn. Phần bán cầu cũng được kéo dài ra, nhưng so với nền hình ống thì nhỏ hơn trước. Phần nằm trên bán cầu cũng được kéo dài, chia nhiều tầng, biến thành hình nón. Khoảng giữa những năm 150 và 400 Công nguyên, phần gốc hình ống lại biến thành vuông và trở thành phổ biến tại vùng Nam Á.
Tại Tây Tạng, kiến trúc tháp có mối liên hệ trực tiếp với giáo pháp Đại thừa. Bốn bậc thấp nhất của tháp tượng trưng cho bốn tâm từ, bi, hỉ, xả. Trên đó là mười bậc tượng trưng cho mười bậc tu học của Bồ Tát (Thập địa). Trung tâm của tháp gồm có một kiến trúc hay một linh ảnh, tượng trưng cho Bồ-đề tâm. Trên đó là 13 tầng tháp, tượng trưng cho các phương tiện truyền pháp khác nhau, trên đó là một hoa sen năm cánh, tượng trưng cho Ngũ Phật và cao nhất là hình mặt trời tượng trưng cho Chân như.

## Một số chùa và chùa tháp
- Chùa Bái Đính, ngôi chùa lớn nhất Đông Nam Á
- Chùa Thầy thờ Từ Đạo Hạnh [2], là một trong những địa điểm tâm linh nổi tiếng nhất Hà Nội
- Chùa Phật Tích nơi lưu giữ nhiều báu vật quý giá thời Lý như tượng A-di đà, tượng các dãy thú và nhiều vật quý giá khác
- Chùa tháp Gốm Nam Kinh, tại Trung Quốc

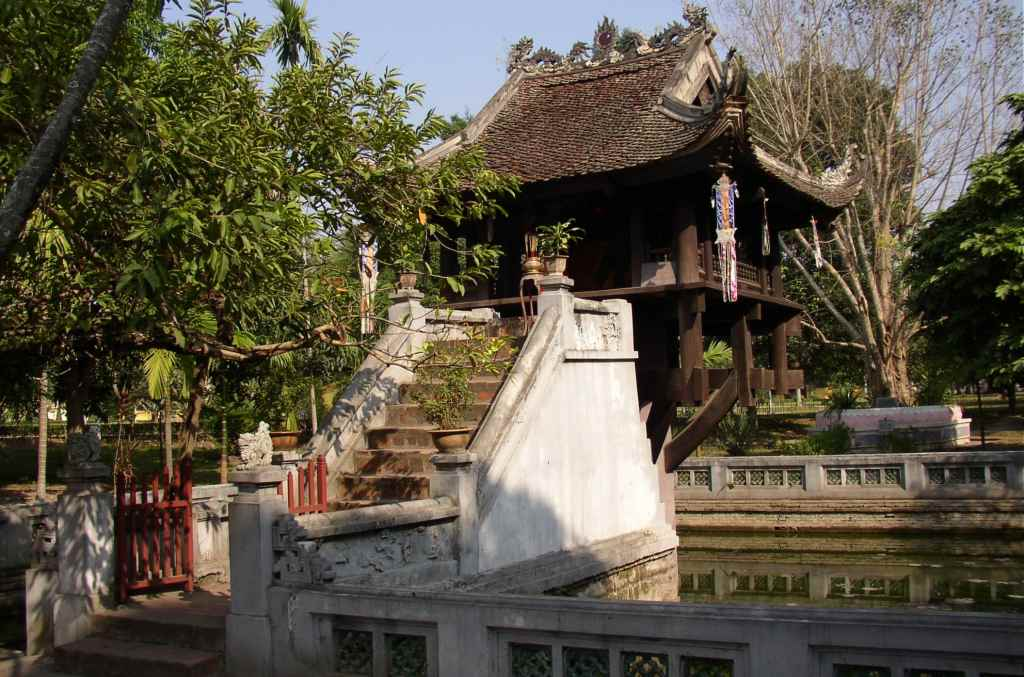
Chùa Một Cột, tại Hà Nội
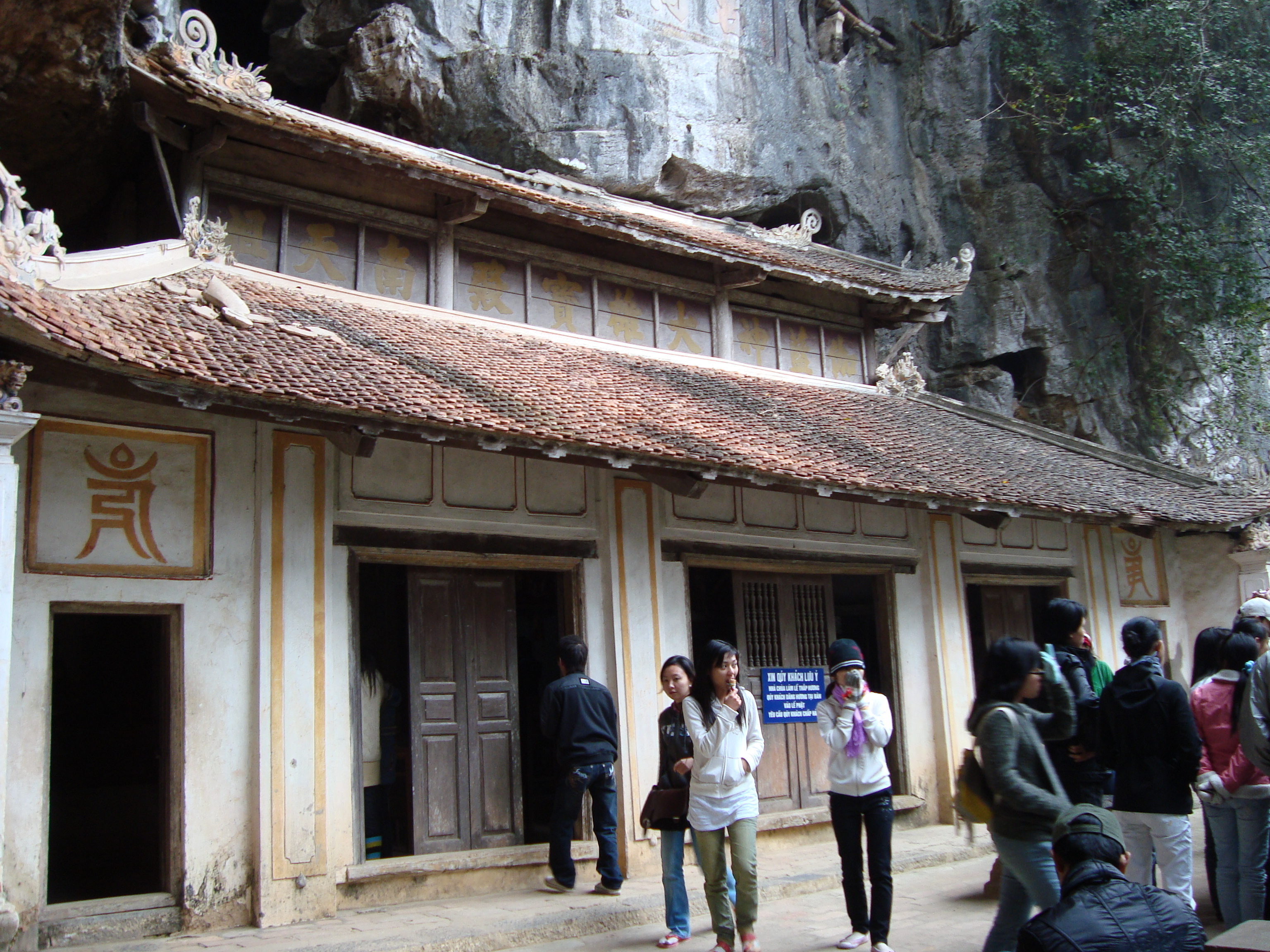
Chùa Bích Động (Ninh Bình)
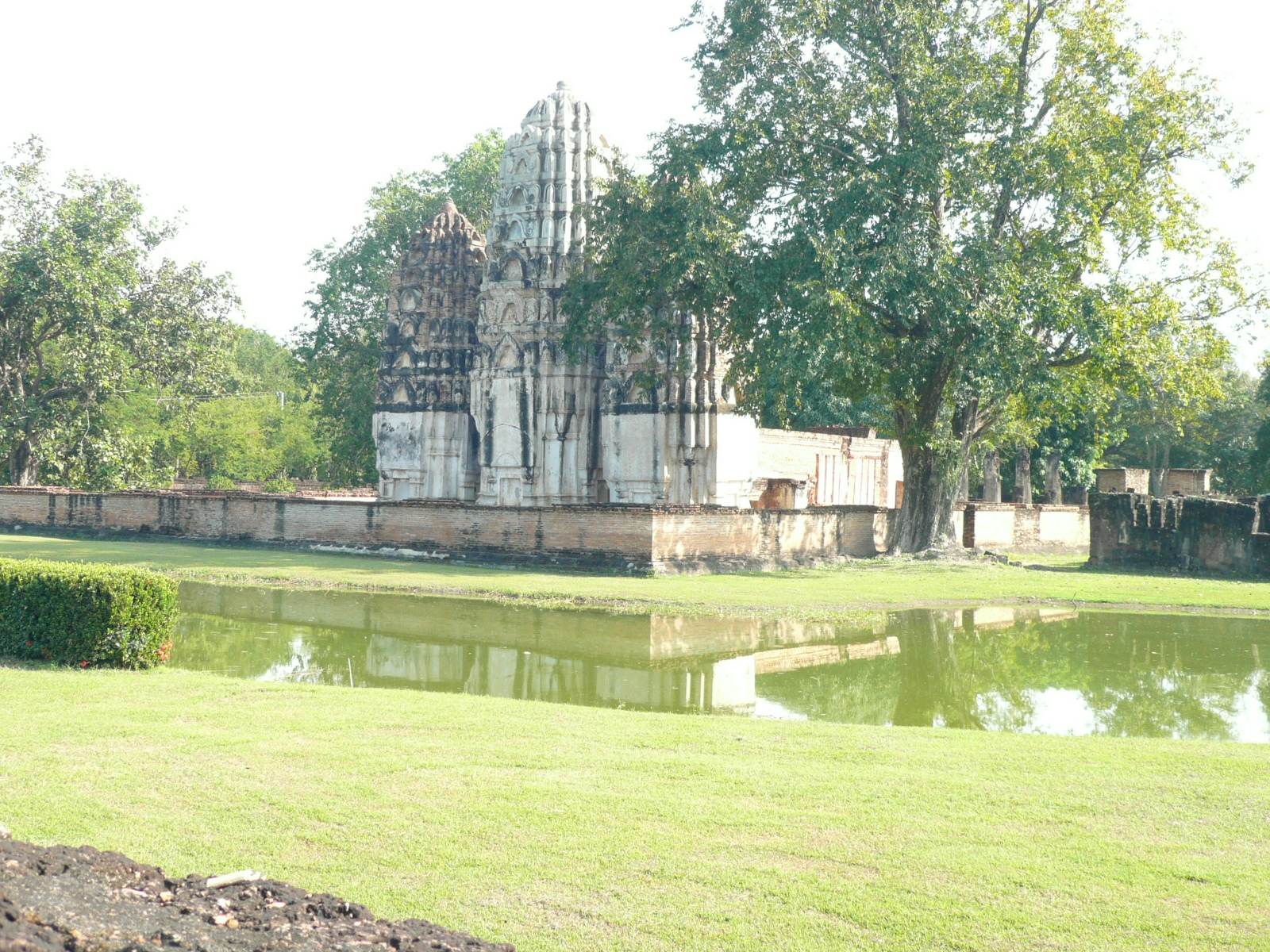
Chùa Sukothai Thái Lan
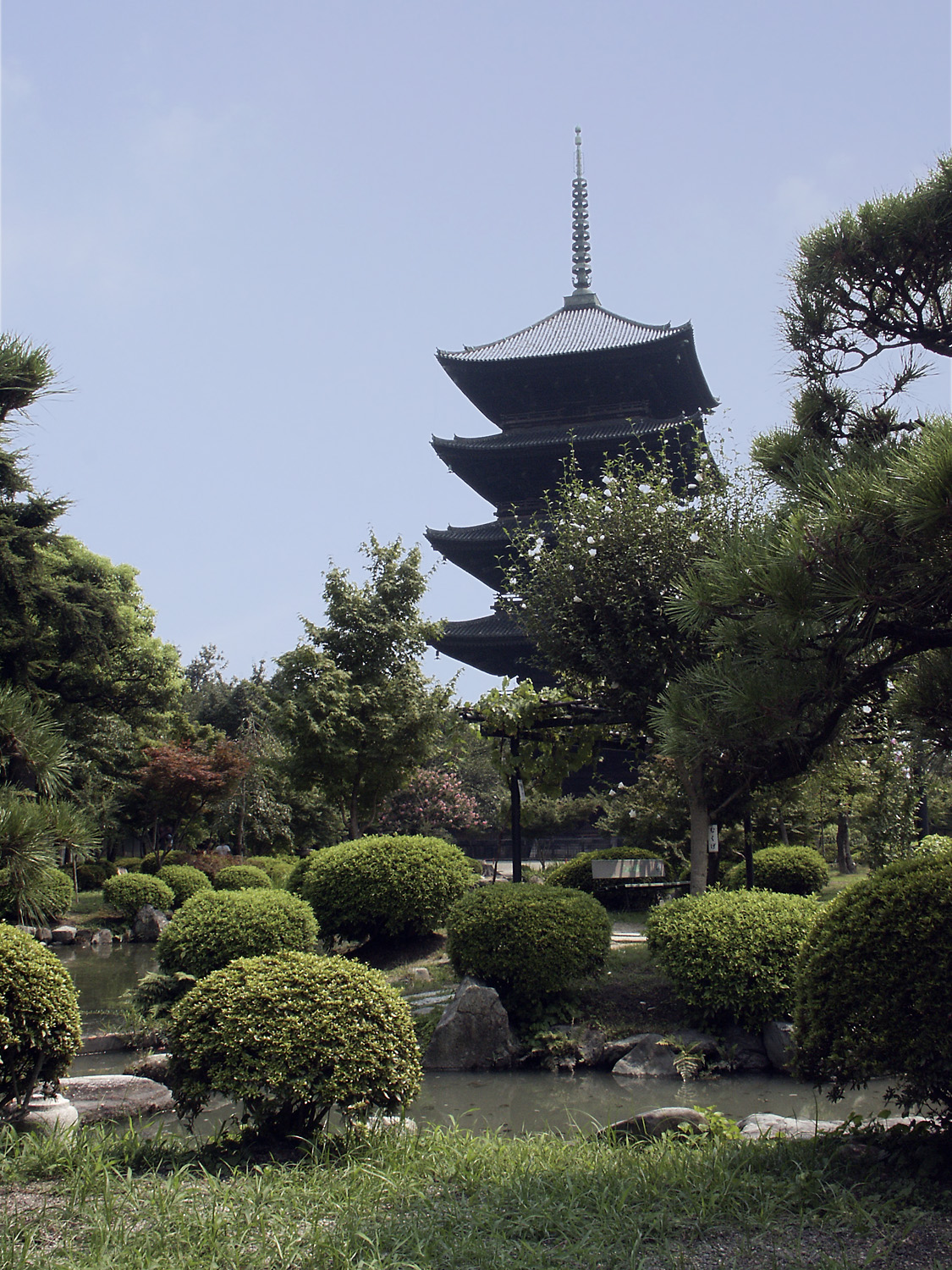
Chùa tháp Toji, Kyoto, Nhật Bản

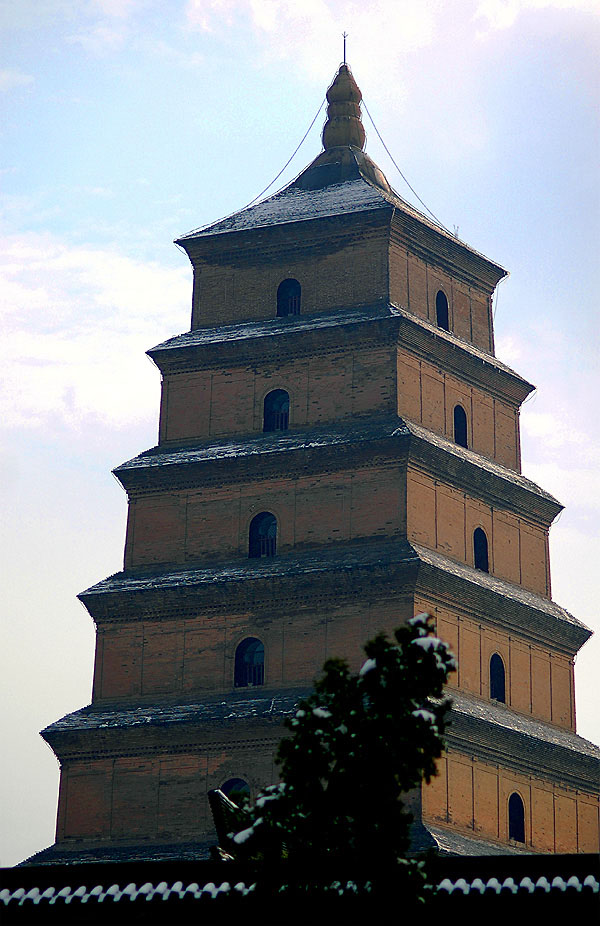
Đại Nhạn Tháp, Trung Quốc
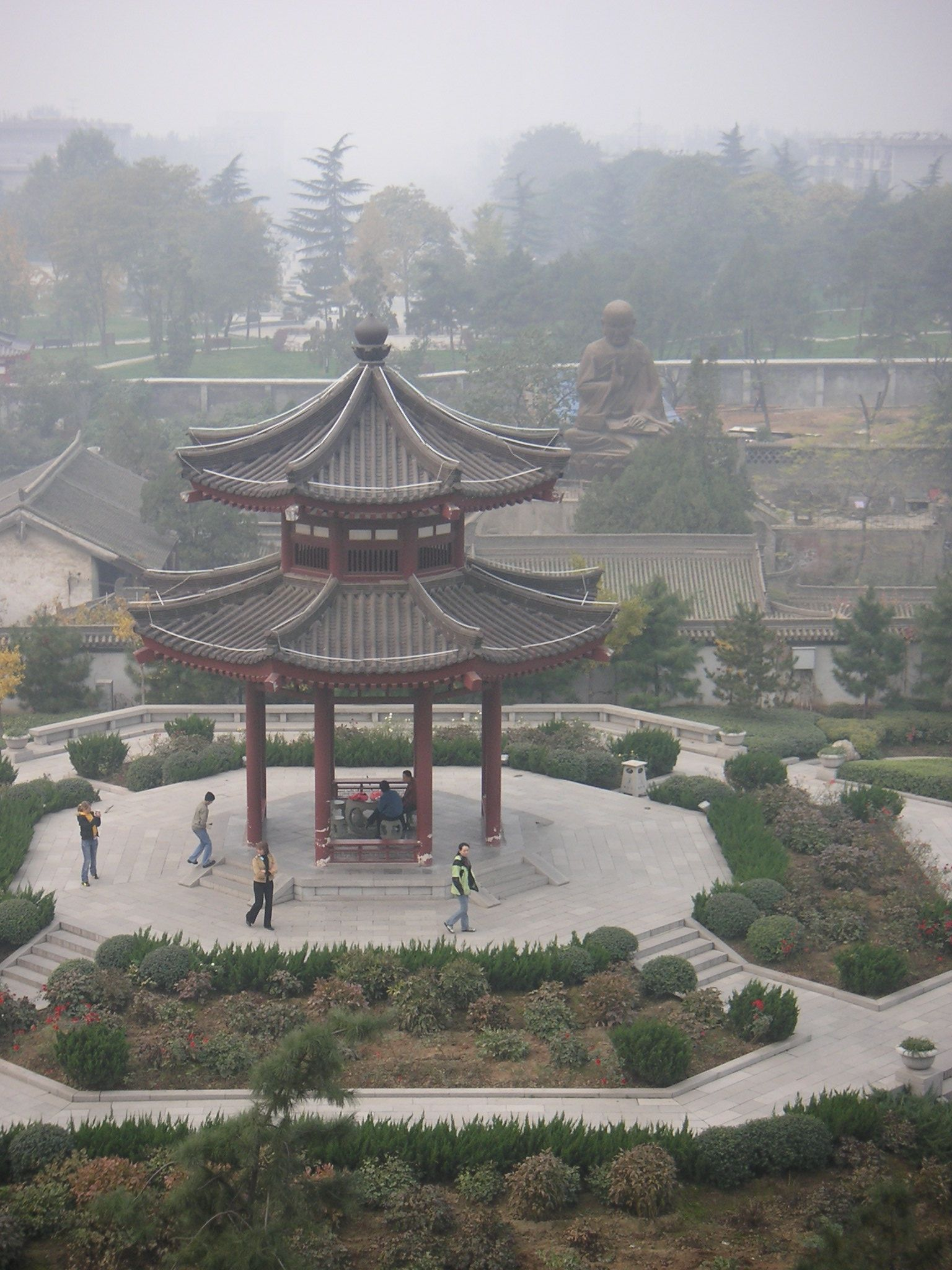
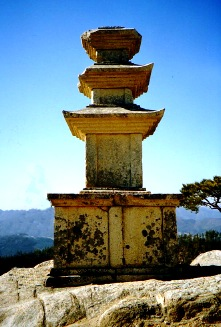
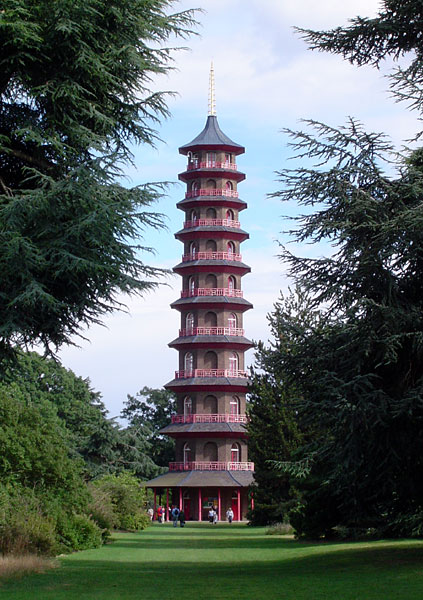
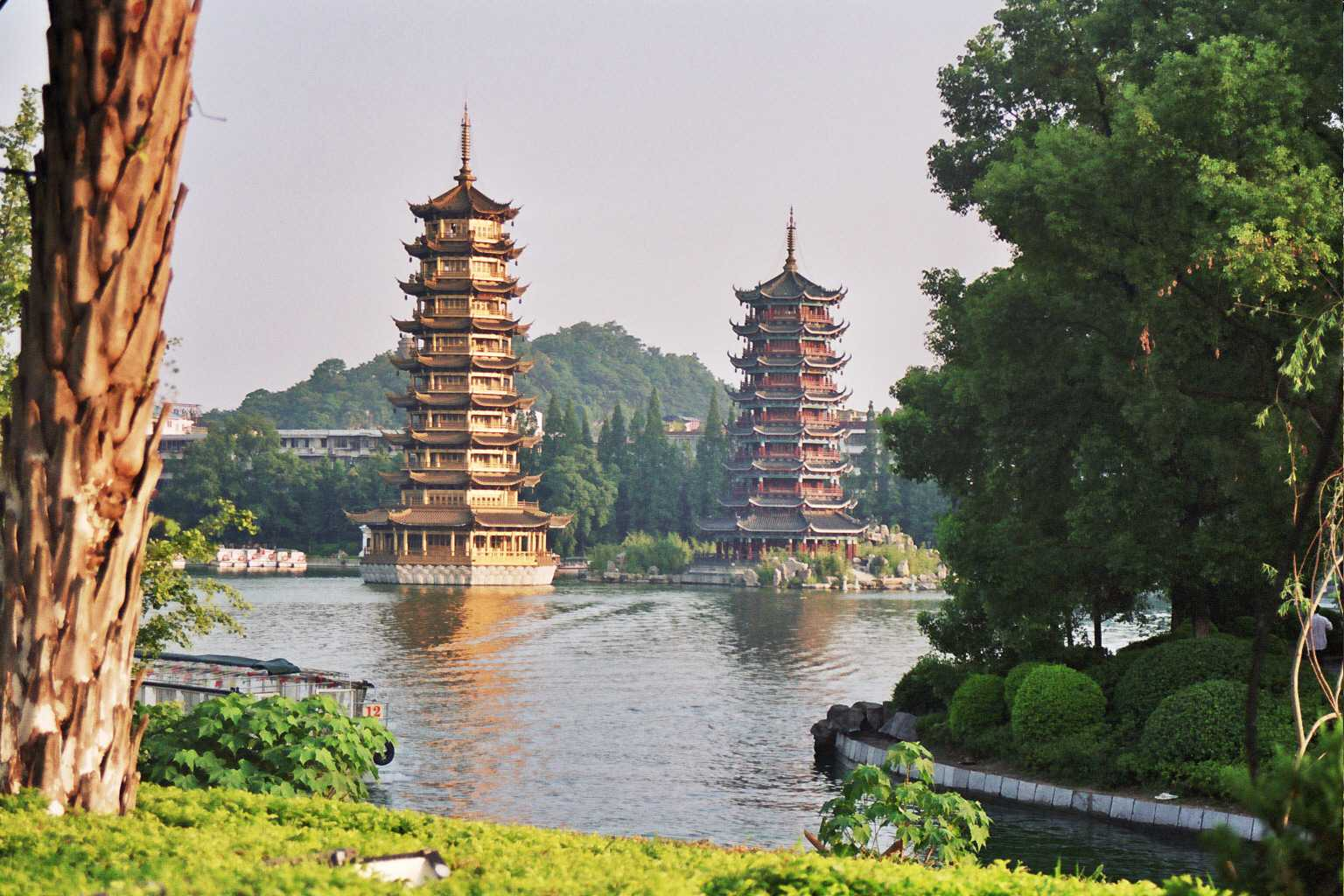
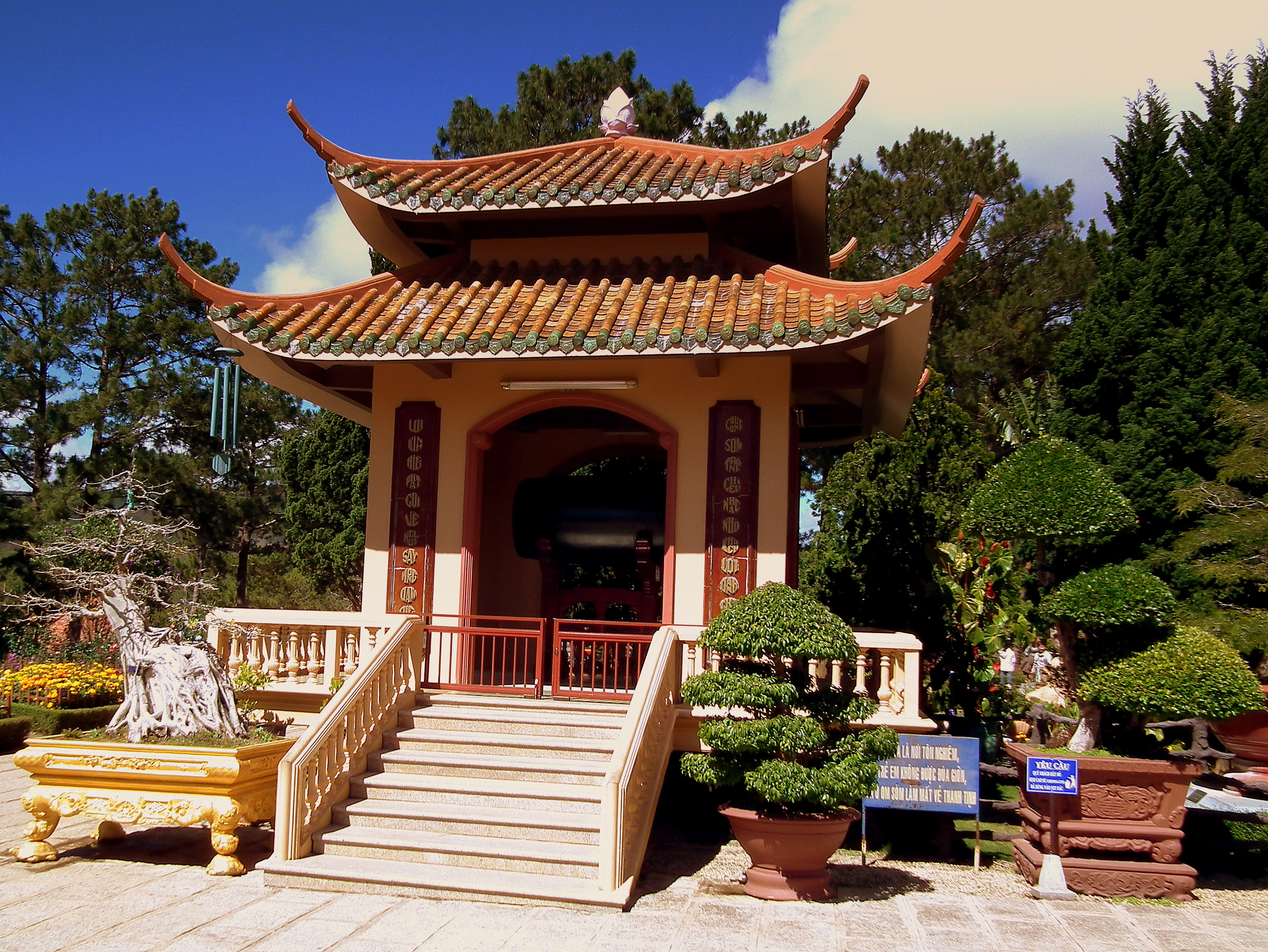
Ngôi chùa Thiền Viện Trúc Lâm ở Đà Lạt